# Christoffel Nobel
Christoffel Nobel is een Nederlands pilsbier. 
Het bier werd tussen 2008 en januari 2013 gebrouwen bij Brouwerij Sint Christoffel te Roermond. Sinds augustus 2013 wordt Christoffel Nobel gebrouwen door De Proefbrouwerij in het Belgische Lochristi. 
Het is een blond bier, type zwaar pils met een alcoholpercentage van 8,7%.

## Speciale Editie
Er is ook een andere versie op de markt, deze Christoffel Nobel is extra gehopt met de hopvariëteit Bramling Cross.
Het etiket is voorzien van een opdruk met de tekst "Speciale Editie: Dry Hopped Bramling Cross"